# Richard Smith (pittore)
Richard Smith (Letchworth Garden City, 27 ottobre 1931 – 15 aprile 2016) è stato un pittore britannico.
Residente a New York dal 1959 al 1961, ha cercato di rendere la pop art tridimensionale. La sua opera più importante è Corda bianca (1973).